# 第70回高松宮記念杯競輪
第70回高松宮記念杯競輪は、2019年6月13日から16日まで、岸和田競輪場にて開催された、競輪のGI競走である。優勝賞金2,890万円（副賞含む）。

## 決勝戦

### 競走成績
- 6月16日（日）第12レース[4][5][6][7]
- 誘導員…中澤央治（大阪）[8][9]

| 着 | 車番 | 選手       | 登録地 | 級 班 | 着差    | 決まり手 | 上がり (秒) | H/B | 特記 |
| -- | ---- | ---------- | ------ | ----- | ------- | -------- | ----------- | --- | ---- |
| 1  | 7    | 中川誠一郎 | 熊本   | S1    |         | 差し     | 11.1        |     |      |
| 2  | 2    | 新田祐大   | 福島   | SS    | 3/4車身 | 捲り     | 10.8        |     |      |
| 3  | 4    | 小原太樹   | 神奈川 | S1    | 3/4車輪 |          | 11.1        |     |      |
| 4  | 3    | 清水裕友   | 山口   | SS    | 3/4車身 |          | 10.9        | J   |      |
| 5  | 1    | 脇本雄太   | 福井   | SS    | 1/2車身 |          | 11.4        | HB  |      |
| 6  | 9    | 小倉竜二   | 徳島   | S1    | 3/4車輪 |          | 10.9        |     |      |
| 7  | 5    | 平原康多   | 埼玉   | SS    | 3/4車身 |          | 10.9        |     |      |
| 8  | 8    | 木暮安由   | 群馬   | S1    | 微差    |          | 10.8        |     |      |
| 9  | 6    | 渡邉一成   | 福島   | S1    | 3/4車身 |          | 10.8        |     |      |

### 配当金額
- 上段：複式、下段：単式

| 2枠連     | 2枠連       | 2車連       | 2車連       | 3連勝        | 3連勝          | ワイド          | ワイド                               |
| 81,825票  | 81,825票    | 186,489票   | 186,489票   | 885,947票    | 885,947票      | 76,998票        | 76,998票                             |
|           |             |             |             |              |                |                 |                                      |
| 2=5       | 450円 (1)   | 2=7         | 1,230円 (4) | 2=4=7        | 16,610円 0(55) | 2=7 4=7 2=4     | 430円 0(4) 1,600円 (27) 2,160円 (30) |
| 5-2       | 1,000円 (3) | 7-2         | 2,210円 (6) | 7-2-4        | 44,490円 (164) | 2=7 4=7 2=4     | 430円 0(4) 1,600円 (27) 2,160円 (30) |
|           |             |             |             |              |                |                 |                                      |
| 144,133票 | 144,133票   | 1,635,626票 | 1,635,626票 | 10,234,164票 | 10,234,164票   | 計 13,245,182票 | 計 13,245,182票                      |

### レース概要
4個レースが組まれた準決勝の3着から決勝に進んだのは福島の渡邉で、東日本が5名、西日本が4名の構成。地元地区の近畿から唯一人勝ち上がった脇本には、連携実績も豊富な九州の中川がマークし、今年すでにGIタイトルを獲得している同士の2車ラインが形成された。
号砲で平原康多が出たものの誘導員には追いつこうとせず。清水裕友－小倉竜二、平原康多－木暮安由、新田祐大－渡邉一成、脇本雄太－中川誠一郎、単騎の小原太樹で並びがまとまる。この7番手位置から若干車間を空けて脇本が2角カマシ、打鐘で誘導員が退避し、小原までの3車が最終ホームまでに先頭に躍り出る。飛び付けずに4番手となった清水は離されていく。
きっちり付けてきた後ろの小原にインを掬われるリスクが過ぎったものの、8番手のホームからロング捲りで挑んできた新田に合わせて踏むことを最優先して車を外に外した中川が、直線に入って脇本を交わしてゴール。自身のGIタイトル3つ目にして初めて、自力レース（その過去2回ともに単騎）ではない優勝を果たした。
末を欠いて5着に終わった脇本（前年大会と同じく果敢に主導権を握るレースでライン番手の選手が勝利）だったが、優勝者インタビューで中川に強く称えられた。

## 特記事項
- 岸和田でのGI開催は、前年の第69回高松宮記念杯競輪に続いてで、同大会単独としては2年連続7回目。3年連続5度目。なお、大津びわこが廃止後は同じ近畿地区として積極的に高松宮記念杯を開催してきた岸和田だが、当大会終了後の7月より改修工事で競輪開催を休止するため、次回（2020年の第71回）は和歌山で開催された（なお、次々回となる2021年の第72回以降は、再び岸和田で開催されている）。

- ファンサービスでは、今回も「ニッカンPDF新聞[1]」と「専門紙PDF（競輪研究）[20]」を連日無料で提供[21]。場内イベントとして、最終日の間寛平お笑いステージなどが実施された[22]。

- 最終日の第10レース終了後、初めての企画として、ガールズケイリンニューカマーレースが実施された[23][24]。これは翌7月以降にデビュー予定の旧競輪学校第116期生ガールズケイリン選手のうち在校成績上位7名によって行われたエキシビションレースであり、車券発売は行われなかったが当日先着入場者に配布した応募券で1着（山口伊吹）予想を的中させた来場者に対し抽選で景品がプレゼントされた。

- 地上波の決勝戦中継は「坂上忍の勝たせてあげたいTV～高松宮記念杯競輪2019～」《日本テレビ系列全国ネット》[25][26][27][28]。

- 2015年大会と同様に、彬子女王が表彰式の高松宮記念杯贈呈を担当した[11][15]。

- シリーズ全体での目標額は87億円[29][30]だったが、シリーズ四日間の総売上は84億9166万9800円[31][32]で、目標には届かなかった。なお、決勝戦（13億2451万8200円[5][6]）に関しては、前年（12億1696万1600円）を上回った。

### 競走データ
- 5月31日を初日とする開催から全てのレースで適用され始めた競輪の新ルールが、GIにおいては今回初めて導入された（これに伴って従来よりも誘導ペースがレース序盤から上がるようになった）[25][33][34][35][36]。

- 香川雄介（香川・76期、S1）が、今回で高松宮記念杯連続20回出場を達成。初日の開会式において表彰式が実施され、JKAより記念のメダルが贈呈された[37]。

- S級S班（9選手）からは4名が決勝進出を果たした（そのうち脇本と新田はロシア遠征から9日に帰国したばかり[38]）。脇本以外の地元近畿3名は敗退。初日東特選12Rで平原と共に落車した武田豊樹は2日目以降負傷欠場となり明暗が分かれた[39]。なお、浅井康太は、あっせん停止による選考除外で不出場となった[40]。

- GI初優出の選手は、小原（準決勝進出も初）のみ[41]。昨年大会に続いて決勝入りしたのは、脇本と木暮。GI優出が今回で4回目の中川は、3回連続のVとなった[42]。

- 決勝の配当オッズは、2枠複においては1番人気（2=5の4．5倍）での決着となった（2番人気は1=5の4．6倍）。なお、2車単での1番人気は中川から脇本への差し目、7-1の7．6倍だった[43]。